# Corey Kispert
Corey James Kispert (ur. 3 marca 1999 w Edmonds) – amerykański koszykarz, występujący na pozycji niskiego skrzydłowego, obecnie zawodnik Washington Wizards. 
W 2021 reprezentował Washington Wizards podczas rozgrywek letniej ligi NBA.

## Osiągnięcia
Stan na 25 stycznia 2022, na podstawie, o ile nie zaznaczono inaczej.
NCAA
- Wicemistrz NCAA (2021)
- Uczestnik rozgrywek:
  - Elite 8 turnieju NCAA (2019, 2021)
  - Sweet 16 turnieju NCAA (2018, 2019, 2021)
- Mistrz:
  - turnieju konferencji West Coast (WCC – 2018, 2020, 2021)
  - sezonu regularnego WCC (2018–2021)
- Koszykarz roku WCC (2021)[4]
- Laureat nagród:
  - Julius Erving Award (2021)[5]
  - Academic All-American of the Year (2021)
- Zaliczony do I składu:
  - All-American (2021)
  - WCC (2020, 2021)
  - turnieju WCC (2021)
- Lider WCC w:
  - liczbie:
    - celnych rzutów za 3 punkty (91 – 2021)
    - oddanych rzutów:
      - z gry (395 – 2021)
      - za 3 punkty (207 – 2021)

    - rozegranych minut (1019 – 2021)

  - skuteczności rzutów:
    - za 3 punkty (44% – 2021)
    - wolnych (87,8% – 2021)
- Zawodnik tygodnia:
  - NCAA (27.12.2020 według USBWA)
  - WCC (20.01.2020, 28.12.2020, 18.01.2021, 1.03.2021)